# Ancistrus maracasae
Ancistrus maracasae är en fiskart som beskrevs av Fowler, 1946. Ancistrus maracasae ingår i släktet Ancistrus och familjen Loricariidae. Inga underarter finns listade i Catalogue of Life.